# اومبرتو پانرای
اومبرتو پانرای (انگلیسی: Umberto Panerai؛ زادهٔ ۱۳ مارس ۱۹۵۳) بازیکن واترپلو اهل ایتالیا است.